# Appleton-le-Moors
Appleton-le-Moors is een civil parish in het bestuurlijke gebied Ryedale, in het Engelse graafschap North Yorkshire met 164 inwoners.